# Gilang Ginarsa
Gilang Ginarsa (sinh ngày 14 tháng 5 năm 1988 ở Jakarta) là một cầu thủ bóng đá người Indonesia hiện tại thi đấu cho PSIS Semarang ở Liga 1.

## Danh hiệu

### Câu lạc bộ
- Pelita Jaya U-21:
  - Vô địch Indonesia Super League U-21: 1 (2008-09)